# تهاجم (فیلم ۱۳۷۵)
تهاجم فیلمی به کارگردانی و نویسندگی قدرت‌الله صلح‌میرزایی ساختهٔ سال ۱۳۷۵ است.

## خلاصه داستان
تعدادی از عناصر فرصت‌طلب و سرسپردهٔ گروه‌های خارجی، نقشه ای را جهت انجام مقاصد خود و اجرای تهاجم فرهنگی طرح می‌کنند آنان با تکثیر و توزیع فیلم‌های مبتذل و فروش موادمخدر قصد به انحراف کشیدن جوانان دانش‌آموز و دانشجو را دارند و برای این منظور هر روز به دنبال جلب نیروهای جدید و جوان هستند. در این میان سعید از اعضای باند، پسر عموی خود کمال را که دانشجو است و شب‌ها کار می‌کند به دام می‌اندازد. سعید نوارهای مبتذل و مقداری مواد مخدر را تحت عنوان نوارهای درسی به کمال می‌سپارد کمال ناخواسته در جریان درگیری پلیس با چند عامل پخش مواد مخدر و نوارهای مبتذل تحت تعقیب قرار می‌گیرد. پدر کمال به شهر می‌آید تا از احوال پسر جویا شود او با تعقیب سعید، از توطئه او نسبت به پسرش آگاه می‌شود، اما اعضای باند وقتی کمال برای رفتن نزد پلیس آماده می‌شود او را به قصد کشتن در تصادف ساختگی مورد حمله قرار می‌دهند، کمال در بیمارستان بستری است و پلیس با دستگیری فردی که برای کشتن کمال آمده به اطلاعاتی در خصوص تشکیلات مذکور می‌رسد، پدر کمال برای نجات پسرش به شناسایی افرادی که کمال را زخمی کرده‌اند به محل اصلی اختفای اعضای باند می‌رسد و با کمک نیروی انتظامی بعد از یک درگیری طولانی عاملان باند قاچاق دستگیر می‌شوند و تعدادی هم به هلاکت می‌رسند و پلیس با اعتراف افراد باند به بیگناهی کمال هم پی می‌برد.

## بازیگران
- حسین گیل
- محمد بانکی
- شهراد وثوقی
- ثریا حکمت
- رضا صفایی پور
- حسین غیابی
- احمد شمس
- اکبر پاکزاد
- فاضل فاضلی پارسا
- فردین ناصری
- شهرام ناصری
- منوچهر بهرامی
- غلامرضا رئیسی
- علی نظری
- محمدرضا ریاحی
- پری کربلایی
- توحید اصلان‌زاده
- مازیار شمس
- مهوش بنی
- اکبر رشیدی
- محمود حاتمی
- سعید پاکروان
- محمدحسین بزرگراه
- مصطفی عباسی